# Burevestnik (nogometni klub, Erevan)
"Burevestnik" — sovjetski nogometni klub iz Jerevana. Igrao je u prvenstvu Armenske SSR. U natjecanjima majstorskih ekipa proveo je jednu sezonu - u zonski turnir klase "B" 1960 zauzeo je 6. mjesto od 16 ekipa.
Godine 1960. za momčad su igrali igrači koji su igrali u različito vrijeme "Spartak" / "Ararat" Erevan — Andranik Grigoryan, Eduard Karapetyan, Levon Simonyan, Henrikh Stepanyan i je također podržavao "Naftaš" Baku.